# Australische dwangarbeiderskolonies
De Australische dwangarbeiderskolonies bestaan uit elf overblijfselen van strafrechtelijke locaties, die oorspronkelijk gebouwd zijn binnen het Britse Rijk in de 18e- en 19e eeuw op vruchtbare Australische kuststroken. De gebouwen zijn verspreid over Australië, van Fremantle in West-Australië naar Kingston en Arthur's Vale op Norfolk Island in het oosten, en van de gebieden rond Sydney in New South Wales in het noorden, naar plekken in Tasmanië in het zuiden.
Zo'n 166.000 veroordeelde mannen, vrouwen en kinderen werden tussen 1787 en 1868 naar Australië vervoerd. Elk van de locaties had een specifiek doel, zowel in termen van bestraffend gevangenschap, alsmede dwangarbeid in de vorm van bouwen aan de kolonie. De Australische dwangarbeiderskolonies presenteren de best bewaarde voorbeelden van grootschalige gevangenenlocaties.
Deze gebouwen werden in 2010 allemaal opgenomen op de werelderfgoedlijst.

## Opgenomen locaties
- Cockatoo Island Convict Site (New South Wales)
- Great North Road (New South Wales)
- Hyde Park Barracks (New South Wales)
- Old Government House (New South Wales)
- Kingston en Arthurs Vale Historic Area (Norfolk)
- Brickendon en Woolmers Estates (Tasmanië)
- Cascades Female Factory (Tasmanië)
- Kolenmijnen Historic Site (Tasmanië)
- Darlington Probation Station (Tasmanië)
- Port Arthur (Tasmanië)
- Fremantle-gevangenis (West-Australië)